# Датон (Монтана)
Датон (енгл. Dutton) град је у америчкој савезној држави Монтана.

## Демографија
По попису из 2010. године број становника је 316, што је 73 (-18,8%) становника мање него 2000. године.
| Група             | 2000.       | 2010.       |
| Белци             | 364 (93,6%) | 297 (94,0%) |
| Афроамериканци    | 1 (0,3%)    | 0 (0,0%)    |
| Азијати           | 2 (0,5%)    | 0 (0,0%)    |
| Хиспаноамериканци | 11 (2,8%)   | 13 (4,1%)   |
| Укупно            | 389         | 316         |